# Wildcats de Moncton
Les Wildcats de Moncton sont une franchise de hockey sur glace du Canada qui évolue dans la Ligue de hockey junior Maritimes Québec et joue au Centre Avenir. Ils sont les champions en titre de la LHJMQ.

## Historique
Lorsque l'équipe de la Ligue américaine de hockey des Hawks de Moncton disparaît en 1994, une nouvelle équipe voit le jour l'année suivante, les Alpines de Moncton, dans la Ligue de hockey junior majeur du Québec. Toutefois, des problèmes financiers et un manque d'enthousiasme des supporters menaçant de voir la franchise supprimée ou déménagée, l'homme d'affaires néo-brunswickois Robert K. Irving la rachète le 28 mai 1996 et renomme l'équipe en Wildcats de Moncton le 19 juin 1996.
Malgré leur courte histoire, les Wildcats ont déjà gagné trois fois le championnat de la LHJMQ (2006, 2010 et 2025) et ont été les hôtes de la Coupe Memorial en 2006.

## Identité de l'équipe

### Logos

Logo des Alpines lors de la saison 1995-1996
Logo de la franchise de 1996 à 2018
Logo de la franchise à partir de 2018

## Statistiques
| Saison    | PJ | V  | D  | N  | DP | DTB | % V  | BP  | BC  | Pts | Classement                      | Séries éliminatoires               | Entraîneur                   |
| --------- | -- | -- | -- | -- | -- | --- | ---- | --- | --- | --- | ------------------------------- | ---------------------------------- | ---------------------------- |
| 1995-1996 | 70 | 14 | 48 | 8  | -  | -   | 25,7 | 215 | 360 | 36  | 7e dans la division Frank-Dilio | Non qualifiés                      | Lucien DeBlois               |
| 1996-1997 | 70 | 16 | 52 | 2  | -  | -   | 24,3 | 192 | 354 | 34  | 7e dans la division Frank-Dilio | Non qualifiés                      | Bill Riley Roland Collette   |
| 1997-1998 | 70 | 29 | 32 | 9  | -  | -   | 47,9 | 240 | 229 | 67  | 4e dans la division Frank-Dilio | Éliminés au 2e tour                | Réal Paiement                |
| 1998-1999 | 70 | 38 | 25 | 7  | -  | -   | 59,3 | 257 | 235 | 83  | 4e dans la division Frank-Dilio | Éliminés au 1er tour               | Réal Paiement                |
| 1999-2000 | 72 | 44 | 20 | 5  | 3  | -   | 66,7 | 292 | 211 | 96  | 1er dans la division Maritimes  | Éliminés au 3e tour                | Réal Paiement                |
| 2000-2001 | 72 | 23 | 41 | 6  | 2  | -   | 37,5 | 246 | 323 | 54  | 4e dans la division Maritimes   | Non qualifiés                      | Tom Coolen                   |
| 2001-2002 | 72 | 20 | 41 | 4  | 7  | -   | 35,4 | 214 | 287 | 51  | 4e dans la division Maritimes   | Non qualifiés                      | Christian La Rue             |
| 2002-2003 | 72 | 37 | 20 | 10 | 5  | -   | 61,8 | 255 | 216 | 89  | 3e dans la division Maritimes   | Éliminés au 1er tour               | Christian La Rue             |
| 2003-2004 | 70 | 46 | 19 | 3  | 2  | -   | 69,3 | 270 | 206 | 97  | 2e dans la division Atlantique  | Finalistes                         | Christian La Rue             |
| 2004-2005 | 70 | 37 | 23 | 8  | 2  | -   | 60,0 | 206 | 175 | 84  | 2e dans la division Atlantique  | Éliminés au 2e tour                | Christian La Rue             |
| 2005-2006 | 70 | 52 | 15 | -  | 0  | 3   | 76,4 | 345 | 184 | 107 | 1er dans la division Est        | Vainqueur de la Coupe du président | Ted Nolan                    |
| 2006-2007 | 70 | 39 | 25 | -  | 4  | 2   | 60,0 | 254 | 263 | 84  | 3e dans la division Est         | Éliminés au 1er tour               | John Torchetti               |
| 2007-2008 | 70 | 21 | 34 | -  | 5  | 10  | 40,7 | 191 | 242 | 57  | 8e dans la division Est         | Non qualifiés                      | Danny Flynn                  |
| 2008-2009 | 68 | 48 | 14 | -  | 2  | 4   | 75,0 | 236 | 149 | 102 | 1er dans la division Atlantique | Éliminés au 2e tour                | Danny Flynn                  |
| 2009-2010 | 68 | 48 | 14 | -  | 2  | 4   | 75,0 | 276 | 164 | 102 | 2e dans la division Atlantique  | Vainqueur de la Coupe du Président | Danny Flynn                  |
| 2010-2011 | 68 | 33 | 25 | -  | 3  | 7   | 55,9 | 232 | 256 | 76  | 3e dans la division Maritimes   | Éliminés au 1er tour               | Danny Flynn                  |
| 2011-2012 | 68 | 30 | 31 | -  | 3  | 4   | 49,3 | 190 | 228 | 67  | 4e dans la division Maritimes   | Éliminés au 1er tour               | Danny Flynn                  |
| 2012-2013 | 68 | 42 | 23 | -  | 2  | 1   | 61,7 | 274 | 202 | 87  | 2e dans la division Maritimes   | Éliminés au 1er tour               | Danny Flynn                  |
| 2013-2014 | 68 | 33 | 32 | -  | 0  | 3   | 50,7 | 214 | 226 | 69  | 3e dans la division Maritimes   | Éliminés au 1er tour               | Darren Rumble                |
| 2014-2015 | 68 | 46 | 19 | -  | 0  | 3   | 69,9 | 287 | 232 | 95  | 1er dans la division Maritimes  | Éliminés au 3e tour                | Darren Rumble                |
| 2015-2016 | 68 | 36 | 21 | -  | 9  | 2   | 61,0 | 268 | 250 | 83  | 2e dans la division Maritimes   | Éliminés au 3e tour                | Darren Rumble                |
| 2016-2017 | 68 | 14 | 51 | -  | 2  | 1   | 22,8 | 170 | 356 | 31  | 6e dans la division Maritimes   | Non qualifiés                      | Darren Rumble                |
| 2017-2018 | 68 | 27 | 33 | -  | 5  | 3   | 45,6 | 233 | 282 | 62  | 5e dans la division Maritimes   | Éliminés au 2e tour                | Darren Rumble                |
| 2018-2019 | 68 | 38 | 21 | -  | 4  | 5   | 62,5 | 274 | 222 | 85  | 4e dans la division Maritimes   | Éliminés au 2e tour                | Darren Rumble John Torchetti |
| 2019-2020 | 64 | 50 | 13 | -  | 1  | 0   |      | 276 | 148 | 101 | 1er dans la division Maritimes  | Séries annulées (Covid-19)         | John Torchetti               |
| 2019-2020 | 68 | 38 | 21 | -  | 4  | 5   | 62,5 | 274 | 222 | 85  | 4e dans la division Maritimes   | Éliminés au 2e tour                | Darren Rumble John Torchetti |
| 2020-2021 | 31 | 11 | 17 | -  | 2  | 1   | 40,3 | 136 | 316 | 25  | 5e dans la division Maritimes   | Éliminés au tour de qualification  | Daniel Lacroix               |
| 2021-2022 | 68 | 28 | 31 | -  | 6  | 3   | 47,8 | 208 | 273 | 65  | 5e dans la division Maritimes   | Éliminés au 2e tour                | Daniel Lacroix               |
| 2022-2023 | 68 | 35 | 29 | -  | 2  | 2   | 54,4 | 255 | 249 | 74  | 2e dans la division Maritimes   | Éliminés au 2e tour                | Daniel Lacroix               |
| 2023-2024 | 68 | 38 | 23 | -  | 4  | 3   | 61   | 274 | 231 | 83  | 2e dans la division Maritimes   | Éliminés au 1er tour               | Daniel Lacroix               |

## Personnalités

### Joueurs
Numéros retirés
- 29 - Corey Crawford

### Entraîneurs
| Années      | Nom                       | V   | D   | N  | Pr. |
| ----------- | ------------------------- | --- | --- | -- | --- |
| 1995–1996   | Lucien Deblois            | 14  | 48  | 8  | 0   |
| 1996–1997   | Bill Riley                | 16  | 52  | 2  | 0   |
| 1997–2000   | Réal Paiement             | 111 | 77  | 21 | 3   |
| 2000-2001   | Tom Coolen                | 43  | 82  | 10 | 9   |
| 2001–2005   | Christian La Rue          | 126 | 91  | 21 | 0   |
| 2005        | Daniel Lacroix            | 8   | 8   | 4  | 1   |
| 2005–2006   | Ted Nolan                 | 52  | 15  | 0  | 3   |
| 2006–2007   | John Torchetti            | 39  | 25  | 0  | 6   |
| 2007-2013   | Danny Flynn               | 222 | 151 | 0  | 47  |
| 2013-2019   | Darren Rumble             | 194 | 177 | 0  | 37  |
| 2019        | John Torchetti            | 24  | 9   | 0  |     |
| Depuis 2019 | Darryl Boyce (ad interim) |     |     |    |     |